# ステファノ・バルディーニ
ステファノ・バルディーニ（Stefano Baldini、1971年5月25日 - ）は、イタリア・エミリア＝ロマーニャ州出身の男子マラソン選手。

## 主な成績
- 1996年世界ハーフマラソン選手権 金メダル
- 1996年アトランタオリンピック 5000m準決勝敗退、10000m18位
- 1998年ヨーロッパ選手権 マラソン金メダル
- 2000年シドニーオリンピック マラソン途中棄権
- 2001年エドモントン世界陸上 マラソン3位
- 2003年パリ世界陸上 マラソン3位
- 2004年アテネオリンピック マラソン金メダル
- 2006年ヨーロッパ選手権 マラソン金メダル
- 北京オリンピック マラソン12位

## プロフィール
- 元々は5000m・10000mの選手だったが、1995年からマラソンにも挑戦。現在、イタリアにおいてマラソン競技の名実ともに第一人者である。
- 2004年アテネオリンピックにおいては、下馬評ではそれほど評価は高くなかったが、難コースに対応した快走を見せ、1988年ソウルオリンピックのジェリンド・ボルディン以来2人目のイタリア選手の金メダリストになった。
後半のハーフは63'18"と著しいペースアップを見せた。35-40kmを14'13"という速いタイムでカバーし、走路妨害にあったバンデルレイ・デ・リマを抜き去って、2時間10分55秒で優勝のテープを切った。
- 北京オリンピックでは、故障しており序盤から飛ばしたアフリカ勢について行けなかったが、途中から尾方剛に追いつき併走しながら順位を上げ、最後は尾方に1秒差で勝っての12位だった。テレビ中継では3kmくらいで遅れている姿が映されていたが、実況・解説とも、前回の金メダリストの遅れた姿やゴールシーンには何も触れなかった。
- マラソンの自己ベストは2006年のロンドンマラソンで記録した2時間7分22秒である。2時間7分台4回、8分台2回、9分台7回の記録を残す。